# Gurli Ewerlund
Gurli Ewerlund (Malmö, 13 ottobre 1902 – Malmö, 10 giugno 1985) è stata una nuotatrice svedese, specializzata nello stile libero.

## Palmarès
- Giochi olimpici

Parigi 1924: bronzo nella staffetta 4x100 metri stile libero.